# Andrzej Olechowski
Pour les articles homonymes, voir Olechowski.
Andrzej Marian Olechowski ( audio) né le 9 septembre 1947 à Cracovie est un économiste et homme politique polonais.

## Biographie
Avant de se lancer dans la vie politique, Andrzej Olechowski, diplômé de Szkoła Główna Planowania i Statystyki, SGPiS, docteur en sciences économiques en 1979, alterne une carrière de haut fonctionnaire international (Conférence des Nations unies sur le commerce et le développement, Banque mondiale) et des activités dans les milieux culturels, étant notamment journaliste et présentateur d'émissions sur le 3e programme de la radio polonaise (chaîne culturelle et musicale dont les émissions ont été suspendues durant l'état de siège en Pologne 1981-1983) ou dans les années 1970 en marge de ses études manager du groupe musical Trzy Korony.
Sous la présidence de Lech Wałęsa, Andrzej Olechowski est vice-ministre du Commerce extérieur en 1991-1992, ministre des Finances en 1992, puis ministre des Affaires étrangères de 1993 à 1995.
Membre du conseil de surveillance de Vivendi, il est actif dans la vie économique.
Candidat centriste indépendant à l'Élection présidentielle polonaise de 2000, il est soutenu notamment par le Parti conservateur-populaire et arrive en 2e position derrière le président sortant Aleksander Kwaśniewski avec 3 044 141 voix, soit 17,30 % des suffrages exprimés.
Il est l'un des fondateurs de la Plate-forme civique (PO), en 2001.
Candidat indépendant à l'élection présidentielle polonaise anticipée de juin 2010, il bénéficie du soutien du Parti démocratique (Stronnictwo Demokratyczne, SD), mais il ne rassemble que 242 439 voix, soit 1,44 % des électeurs. Il appelle à voter au 2e tour pour Bronisław Komorowski, qui est finalement élu.